# Cheilotoma fulvicollis
Cheilotoma fulvicollis — вид листоїдів з підродини клітриних.
Зустрічається в Сирії.